# Hykjeberget
Hykjeberget (älvdalska: Åytjbjärr) är ett sydväxtberg på gränsen mellan Mora kommun och Älvdalens kommun. Berget är ett naturreservat och ett populärt utflyktsmål tack vare utsikten. 
Berget når 594 m ö.h. och har på sydsidan ett ca 100 meter högt stup. Berggrunden består av porfyrtuffer med inslag av jaspis, kvarts och agat.
Hykjebergets växtlighet uppmärksammades första gången redan 1722 och omnämnts av bland annat Linné när han 1734 besökte platsen och beskrev floran nedanför bergsstupet. Här märks i sydsluttningen en blandning mellan sydliga värmeälskande arter och mer nordliga som sötvedel, lönn, underviol, blåsippa, tolta och fjällskära.
Vandringsleder upp till utsiktsplatsen ovanför stupet finns bland annat från byn Klitten. På väg upp till berget passeras Hykje, en välbevarad fäbod.

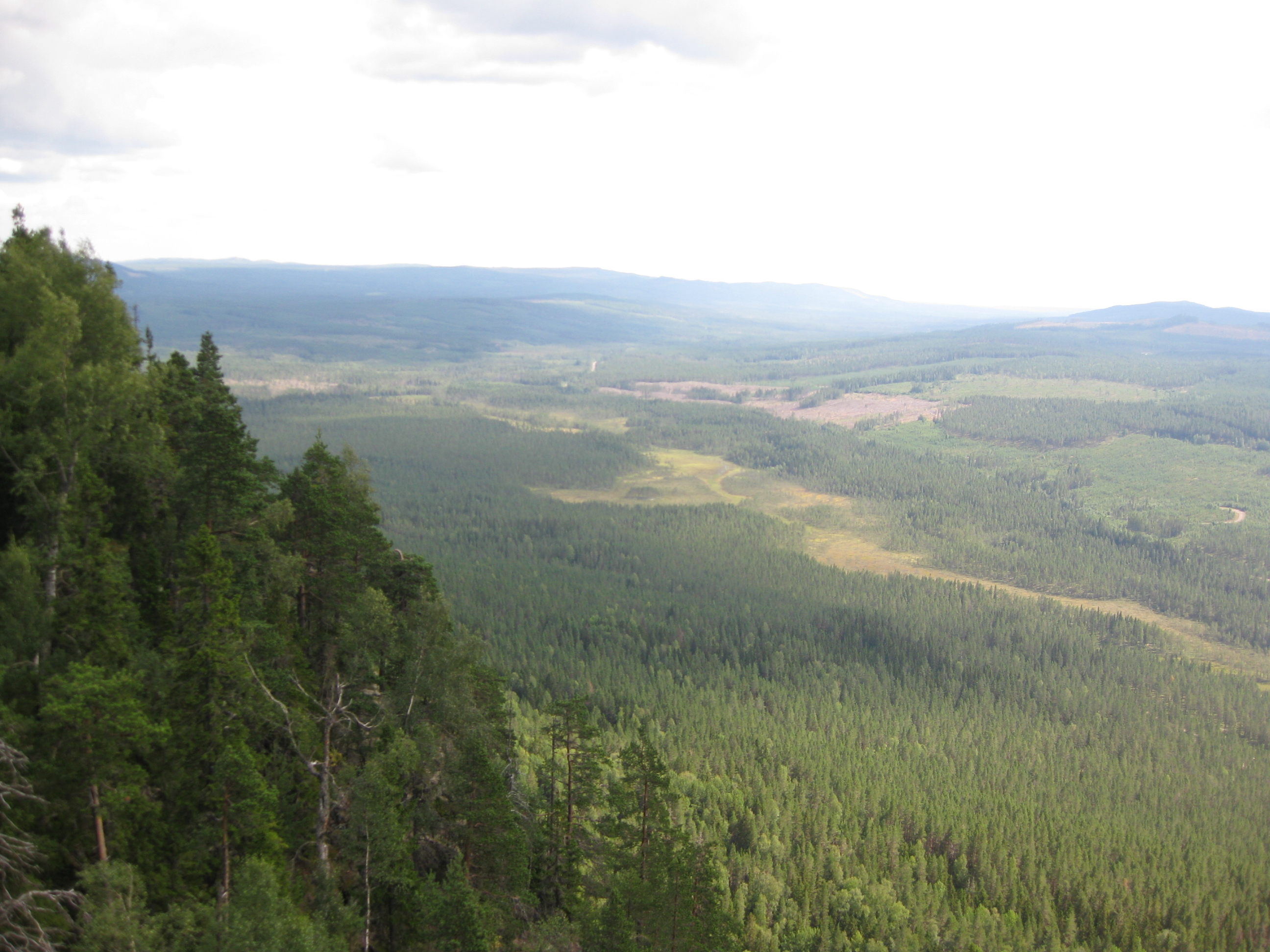
Utsikt från Hykjeberg i sydöstlig riktning mot Mora-Orsa